# Annopol Duży
Annopol Duży [pronunciación en polaco: /anˈnɔpɔl ˈduʐɨ/] es un pueblo ubicado en el distrito administrativo de Gmina Czerniewice, dentro del condado de Tomaszów Mazowiecki, voivodato de Łódź, en el centro de Polonia.  Se encuentra aproximadamente a 4 kilómetros al oeste de Czerniewice, a 18 kilómetros al norte de Tomaszów Mazowiecki, y a 46 kilómetros al este de la capital regional, Łódź.